# Angelo Angeli
Angelo Angeli (Tarcento, 20 de agosto de 1864 – Florencia, 1 de junio de 1931) fue un químico italiano.

## Vida
Asistió a la Universidad de Padua, donde Giacomo Luigi Ciamician lo eligió como ayudante en Bolonia en 1889, incluso antes de que terminara sus estudios. Se graduó en el año 1891 y se convirtió en profesor dos años más tarde.
En 1894, pasó poco tiempo en Múnich con Adolf von Baeyer aprendiendo química medicinal y luego enseñó en Palermo y en Florencia, donde en 1915 obtuvo la Cátedra de química orgánica.
En los estudios estructurales, Angeli trató entonces la correlación entre estructura y reactividad con énfasis en compuestos nitrogenados. En 1891 al comienzo para el estudio de la acción de los ácidos nítricos y nitrosos en sustancias orgánicas llegó a confirmar la validez de la estructura del alcanfor.

## Honores
Actualmente llevan dos reacciones su nombre:
- Reacción de Angeli, para reconocer aldehídos
- Reacción de Angeli-Rimini, para la reactividad entre un aldehído y N-hidroxibencenosulfonamida.